# Christina Simon
Christina Ganahl (Lochau, Vorarlberg; 4 de octubre de 1954), también conocida como Christina Simon o Ina Wolf, es una cantante y compositora austriaca.
Fue seleccionada en 1979 por la radiofusora austriaca ORF para representar a dicho país en el Festival de Eurovisión de ese mismo año con la canción «Heute in Jerusalem» («Hoy en Jerusalén»), escrita por André Heller y compuesta por Peter Wolf. Finalmente, la canción se ubicó en el 18.º lugar (último puesto) con 5 puntos (4 de Italia y 1 del Reino Unido).

## Discografía
- "Heute in Jerusalem"
- "Jerusalem"
- "Babaya"
- "Boogie-Woogie-Mama"
- "Hirte der Zärtlichkeit"

| Predecesor: "Mrs. Caroline Robinson" Springtime | Austria en el Festival de Eurovisión 1979 | Sucesor: "Du bist Musik" Blue Danube |